# RACE Pro
RACE Pro is een racespel voor de Xbox 360. Het spel is ontwikkeld door SimBin en uitgebracht door Atari.

## Career Mode
In Career Mode is het de bedoeling om door het rijden van verschillende kampioenschappen jezelf omhoog te werken als coureur. Er zijn 8 groepen met elk meerdere kleine kampioenschappen zoals WTCC, Formule BMW, Formule 3000 en verschillende GT kampioenschappen. Voor elk kampioenschap moet je een try out doen, 1 vliegende ronde over een circuit. Elk kampioenschap bestaat uit 3 races.

## Hot Seat
RACE Pro beschikt niet over een splitscreen mode maar er is wel een mode aanwezig waarbij je om de beurt rijdt.

### Co-Op
In Co-Op mode kies je 1 auto en circuit uit en bestuur je om de beurt de auto.

### Versus
In Versus mode kies je allebei een auto en bestuur je om de beurt je eigen auto.
Als je niet aan de beurt bent houdt de computer je positie vast totdat je weer mag rijden.

## Circuits
Er zijn 13 circuits beschikbaar waarvan er 11 uit het WTCC-kampioenschap van 2007.
De circuits zijn:
- Scandinavian Raceway Anderstorp, Zweden
- Brands Hatch, Groot-Brittannië
- Automotodrom Brno, Tsjechië
- Autódromo Internacional de Curitiba, Brazilië
- Laguna Seca, Verenigde Staten
- Circuito da Guia, Macau
- Autodromo Nazionale Monza, Italië
- Motorsport Arena Oschersleben, Duitsland
- Circuit de Pau, Frankrijk
- Circuito da Boavista Porto, Portugal
- Road America, Verenigde Staten
- Circuit Ricardo Tormo Valencia, Spanje
- Circuit Park Zandvoort, Nederland